# نيكولا مارينوفيتش
نيكولا مارينوفيتش (بالألمانية: Nikola Marinovic) مواليد 29 أغسطس 1976 في بلغراد، هو لاعب كرة يد نمساوي يلعب كحارس مرمى. يلعب حاليا مع فغيش أوف غوبينغن. مثل منتخب النمسا لكرة اليد.

## سجل المنافسة
شارك في البطولات التالية:
- بطولة العالم لكرة اليد للرجال 2015
- بطولة أوروبا لكرة اليد للرجال 2014

## روابط خارجية
- نيكولا مارينوفيتش على موقع الاتحاد الأوروبي لكرة اليد (الإنجليزية)